# Stibadium navia
Stibadium navia är en fjärilsart som beskrevs av Harvey 1875. Stibadium navia ingår i släktet Stibadium och familjen nattflyn. Inga underarter finns listade i Catalogue of Life.